# Wolter Kroes

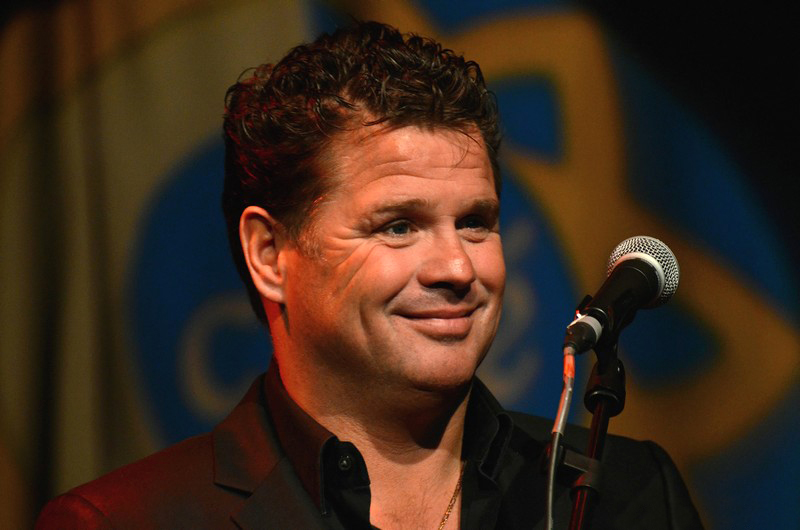
Wolter Kroes (2011)

Wolter Kroes (* 24. Dezember 1968 in Wormerveer, Nordholland) ist ein niederländischer Schlagersänger, der seit Mitte der 1990er mit Unterhaltungsmusik in niederländischer Sprache in seinem Heimatland bekannt ist.

## Werdegang
Kroes erste Berührung mit Musik war eine kleine Trommel, die er von dem aus Volendam stammenden Jazzschlagzeuger Jan Keizer geschenkt bekommen hatte. Dem Rat seiner Eltern folgend nahm er ab seinem 16. Lebensjahr Gesangsunterricht bei Aleida van Dongen, der Mutter der Kabarettistin Lenette van Dongen.
Vier Jahre später gewann er 1988 mit einer Interpretation von Engelbert Humperdincks Hit Spanish Eyes in der Diskothek Tendance in Wormerveer einen landesweiten Talentwettbewerb und begann sich fortan auf eine Karriere als Sänger zu konzentrieren. 1989 erschien bei der Plattenfirma Telstar Kroes' Debütsingle Ik mis je elke dag een beetje meer. Ein Flop. Auch seine zweite Single Walking on the Moon, die 1990 in Zusammenarbeit mit Peter de Wijn entstand, war kein Erfolg.
Erst 1995, nachdem er von Willem van Kootens Plattenlabel Red Bullet unter Vertrag genommen wurde, kam der Durchbruch. Mit der von Theun de Winter geschriebenen Single Laat me los gelang ihm im Sommer 1995 erstmals der Sprung in die Nederlandse Top 40. Es folgten zahlreiche Radio- und Fernsehauftritte, woraufhin auch sein bereits ein Jahr zuvor erschienenes Debütalbum in die Charts einstieg.
1997 brachte Kroes das Nachfolgealbum De wereld in auf den Markt, das er mit einer Reihe erfahrener Studiomusiker eingespielt hatte, darunter dem Schlagzeuger Ton Dijkman, dem Saxophonspieler Kees ten Dam und dem Gitarristen Rob Winter. Doch nur eine der fünf ausgekoppelten Singles, der Song Bolero, wurde ein kleinerer Hit.
Es folgten verschiedene Auftritte in großen Fernsehshows wie der Staatsloterijshow, Barend en Van Dorp und Koffietijd. Im November 2002 präsentierte er mit einem Konzert in der Heineken Music Hall in Amsterdam sein viertes Album 24 uur per dag. Im Frühjahr 2004 trat er dort erneut im Rahmen des Concert des Levens zu Ehren von Johnny Hoes auf, im Herbst des gleichen Jahres sang er vor 48.000 Zuschauern auf dem Abschiedskonzert des kurz zuvor verstorbenen Sängers André Hazes in der Amsterdam Arena. Anfang 2005 gab er zwei ausverkaufte Konzerte im Rotterdamer Veranstaltungszentrum Ahoy. Mit der dabei aufgenommenen DVD Live in Ahoy landete Kroes in den niederländischen DVD-Musik Top 30 seinen ersten Nummer-eins-Erfolg.
Im September 2007 gelang ihm mit der Single Niet normaal erstmals der Sprung in die Top Ten der niederländischen Singlecharts. Seinen größten Hit hatte er aber 2008. Bereits 2006 hatte die Partyband Santa Rosa den kölschen Karnevalshit Viva Colonia der Höhner zu Viva Hollandia umgetextet und damit einen kleineren Hit gehabt. Anlässlich der Fußball-Europameisterschaft 2008 spielte Kroes den Stimmungshit neu ein und belegte im Juni 2008 damit Platz 1 der Charts.
Seit dem 1. Juni 2007 ist Kroes mit Tessa Dijkstra verheiratet. Die Hochzeit wurde exklusiv vom niederländischen Fernsehsender SBS 6 im Rahmen der Sendung Shownieuws ausgestrahlt. Beide brachten jeweils zwei Kinder aus früheren Beziehungen in die Ehe mit. Ihr gemeinsamer Sohn heißt Thomas Valentijn.

## Diskografie

### Studioalben
| Jahr | Titel                  | Höchstplatzierung, Gesamtwochen, AuszeichnungChartsChartplatzierungen (Jahr, Titel, Platzierungen, Wochen, Auszeichnungen, Anmerkungen) | Anmerkungen |
| Jahr | Titel                  | NL | Anmerkungen |
| ---- | ---------------------- | --- | ----------- |
| 1995 | Laat me los            | NL69 (6 Wo.)NL |             |
| 2000 | Niemand anders         | NL67 (4 Wo.)NL |             |
| 2002 | 24 uur per dag         | NL56 (2 Wo.)NL |             |
| 2005 | Laat me zweven         | NL8 (7 Wo.)NL |             |
| 2006 | Langzaam               | NL7 (4 Wo.)NL |             |
| 2008 | Echt niet normaal!     | NL15 (12 Wo.)NL |             |
| 2011 | Feest met Wolter Kroes | NL89 (2 Wo.)NL |             |
| 2011 | Tussen jou en mij      | NL11 (9 Wo.)NL |             |
| 2016 | Formidabel             | NL15 (8 Wo.)NL |             |
| 2018 | We gaan nog even door  | NL41 (1 Wo.)NL |             |

Weitere Studioalben
- 1998: De wereld in

### Livealben
| Jahr | Titel                           | Höchstplatzierung, Gesamtwochen, AuszeichnungChartsChartplatzierungen (Jahr, Titel, Platzierungen, Wochen, Auszeichnungen, Anmerkungen) | Anmerkungen |
| Jahr | Titel                           | NL | Anmerkungen |
| ---- | ------------------------------- | --- | ----------- |
| 2003 | Het beste van Wolter Kroes live | NL96 (1 Wo.)NL |             |
| 2005 | Live in Ahoy                    | NL32 (9 Wo.)NL |             |

### Singles
| Jahr | Titel Album                                             | Höchstplatzierung, Gesamtwochen, AuszeichnungChartsChartplatzierungen (Jahr, Titel, Album, Platzierungen, Wochen, Auszeichnungen, Anmerkungen) | Anmerkungen                   |
| Jahr | Titel Album                                             | NL | Anmerkungen                   |
| ---- | ------------------------------------------------------- | --- | ----------------------------- |
| 1995 | Laat me los                                             | NL38 (5 Wo.)NL |                               |
| 2000 | Jij bent alles voor mij Niemand anders                  | NL37 (2 Wo.)NL |                               |
| 2005 | Laat me zweven                                          | NL30 (2 Wo.)NL |                               |
| 2007 | Niet normaal Echt niet normaal!                         | NL4 (8 Wo.)NL |                               |
| 2008 | Donker om je heen Echt niet normaal!                    | NL14 (5 Wo.)NL | mit André Hazes               |
| 2008 | Viva Hollandia (De EK Hit van 2008!) Echt niet normaal! | NL1 Gold · (6 Wo.)NL |                               |
| 2010 | Viva Hollandia 2010                                     | NL21 (6 Wo.)NL |                               |
| 2012 | Ben je ook voor nederland? – de geluksvogeltjesdans     | NL3 Gold · (4 Wo.)NL | mit Yes-R & Ernst Daniël Smid |

- 2000: Ik Heb De Hele Nacht Liggen Dromen (NL: Gold)

### Videoalben
- 2005: Live in Ahoy (Nummer 1 in den niederländischen DVD-Musik Top 30)
- 2006: Uit en thuis (Dokusoap)